# Mistrzostwa Islandii w Lekkoatletyce 1927
1. Mistrzostwa Islandii w Lekkoatletyce – zawody lekkoatletyczne, które odbyły się w lipcu 1927 w Reykjavíku.

## Rezultaty

### Mężczyźni
| Konkurencja:              | 1. miejsce               | Rezultat  |
| Bieg na 100 metrów        | Garðar Svavar Gíslason   | 11,3      |
| Bieg na 200 metrów        | Garðar Svavar Gíslason   | 24,0      |
| Bieg na 400 metrów        | Stefán Bjarnarson        | 54,6      |
| Bieg na 800 metrów        | Geir K. Gígja            | 2:07,0    |
| Bieg na 1500 metrów       | Geir K. Gígja            | 4:32,5    |
| Bieg na 5000 metrów       | Geir K. Gígja            | 18:05,5   |
| Skok wzwyż                | Helgi Eiríksson          | 1,72      |
| Skok w dal                | Sveinbjörn Ingimundarson | 6,30      |
| Trójskok                  | Sveinbjörn Ingimundarson | 12,73     |
| Pchnięcie kulą            | Þorgeir Jónsson          | 9,89      |
| Pchnięcie kulą oburącz    | Þorgeir Jónsson          | 19,37     |
| Rzut dyskiem              | Þorgeir Jónsson          | 37,78     |
| Rzut dyskiem oburącz      | Þorgeir Jónsson          | 66,51     |
| Pięciobój lekkoatletyczny | Garðar Svavar Gíslason   | 2297 pkt. |